# 九江圣母庙
九江圣母庙，位于中国河北省邯郸市武安市管陶乡管陶村，为邯郸市武安市的一个全国重点文物保护单位，类型为古建筑，公布时间为2013年5月。
九江圣母庙的历史年代为元到清代。